# Vincent Rumpff (Diplomat)
Vincent Rumpff (* 10. Dezember 1789 in Hamburg; † 13. Februar 1867 in Paris) war ein deutscher hamburgischer und hanseatischer Diplomat.

## Leben
Rumpff entstammte einer alten Hamburger Familie. Sein Großvater Vincent Rumpff (1701–1781) war Senator und Bürgermeister von Hamburg.
Rumpff studierte Rechts- und Staatswissenschaften an der Universität Heidelberg und der Universität Göttingen und erwarb den Grad eines Licenciaten der Rechte. Nach umfangreichen Studien- und Bildungsreisen kehrte er 1814 in seine Heimatstadt zurück und trat in den diplomatischen Dienst ein. Am Wiener Kongress nahm er als Attaché teil.
1815 wurde er als Legationssekretär der Hamburgischen Gesandtschaft zum Bundestag nach Frankfurt am Main entsandt. 1819 erwarb er das Hamburger Bürgerrecht. Hamburg übertrug ihm die neu gegründete hanseatische Gesandtschaft am kaiserlichen Hof in Wien und ernannte ihn zum Ministerresidenten. 1824 übernahm er das Amt eines Ministerresidenten am französischen Hof in Paris. 
Auch die anderen drei Freien Städte Bremen, Frankfurt am Main und Lübeck übertrugen ihm ihre diplomatische Vertretung. In dieser Funktion schloss er, wie auch sein Kollege James Colquhoun in London, namens der Freien Städte eine Reihe von Handels- und Schifffahrtsverträgen ab, unter anderem mit den Vereinigten Staaten von Amerika (1827/1828), mit Frankreich (1843), Sardinien (1844), Monaco (1846), Neu-Granada (1854) und Persien (1857).
1864 trat er in den Ruhestand, sein Nachfolger als Gesandter der Städte in Paris wurde Hermann von Heeren. 
Rumpff war kinderlos verheiratet mit Eliza Astor (1801–1838), Tochter von Johann Jakob Astor. Er wurde auf seinem Besitztum Saint-Vincent bei Gilly beerdigt.

## Ehrungen
- Er wurde 1844 mit der Lübecker Gedenkmünze Bene Merenti ausgezeichnet.
- Er erhielt 1844 die zweite Bremische Ehrenmedaille in Gold.
- Er bekam 1860 die große goldene Hamburger Ehrendenkmünze.
- Er erhielt 1863 die Ehrenbürgerrechte Lübecks.
- Er wurde 1863 Ehrenbürger von Frankfurt am Main.